# Burg Wallenfels
Burg Wallenfels sind die Reste einer Höhenburg auf dem 498 Meter hohen steilen Bergkegel oberhalb des gleichnamigen Ortes in der Gemeinde Siegbach im Lahn-Dill-Kreis in Hessen. Sie wurde erstmals 1334 als „Waltinfels“ urkundlich genannt. Etwa seit 1480 war sie unbewohnt, verfiel und wurde abgetragen.

## Geschichte
Eine Hessische Burg
Wann die Burg gebaut wurde, ist nicht genau bekannt. Vermutlich ließ sie Landgraf Otto I. von Hessen gegen Ende der sog. Dernbacher Fehde zwischen 1324 und 1328 errichten.

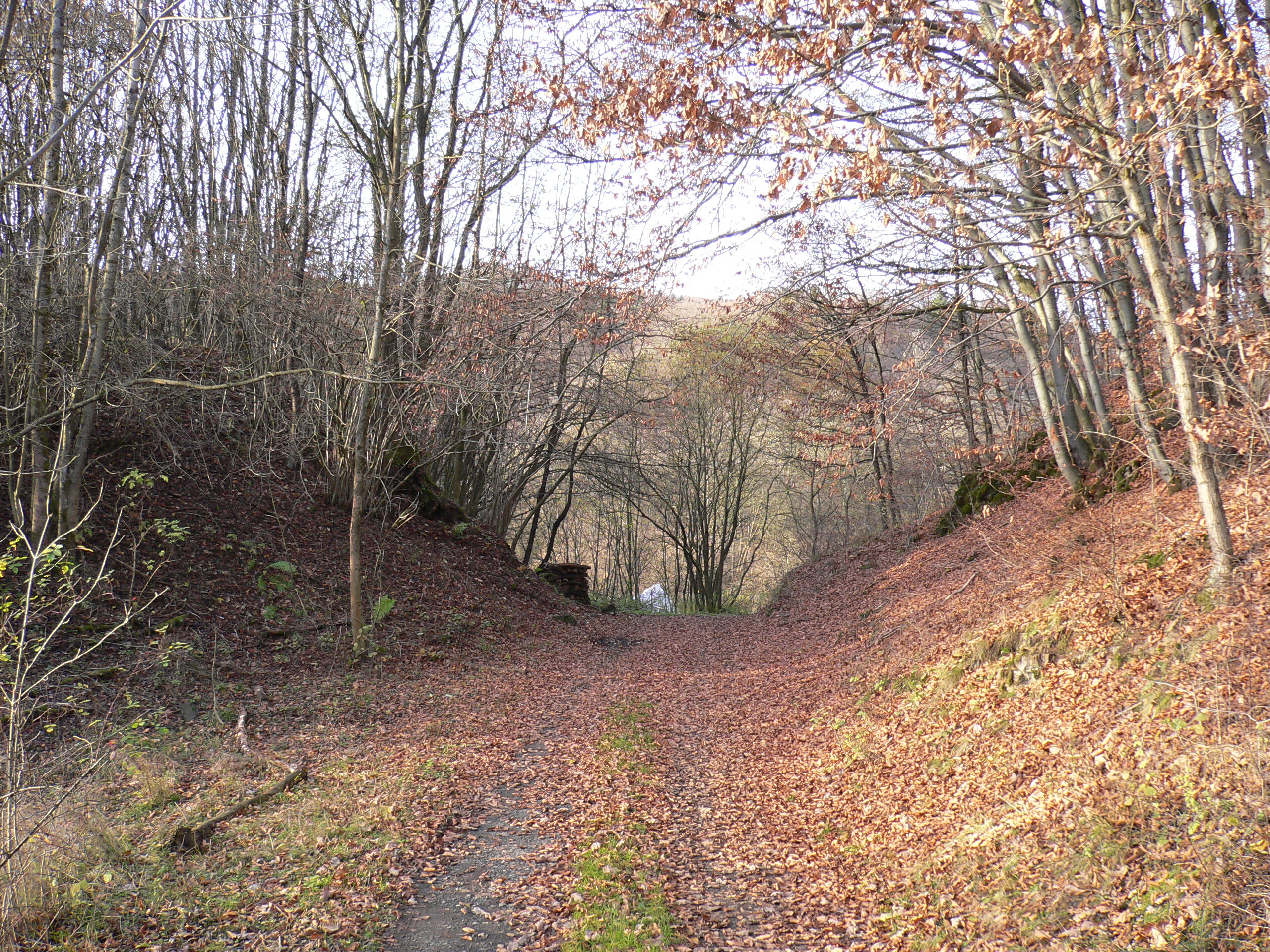
Halsgraben, über den ehemals eine Zugbrücke führte, links Schuttkegel der Burg

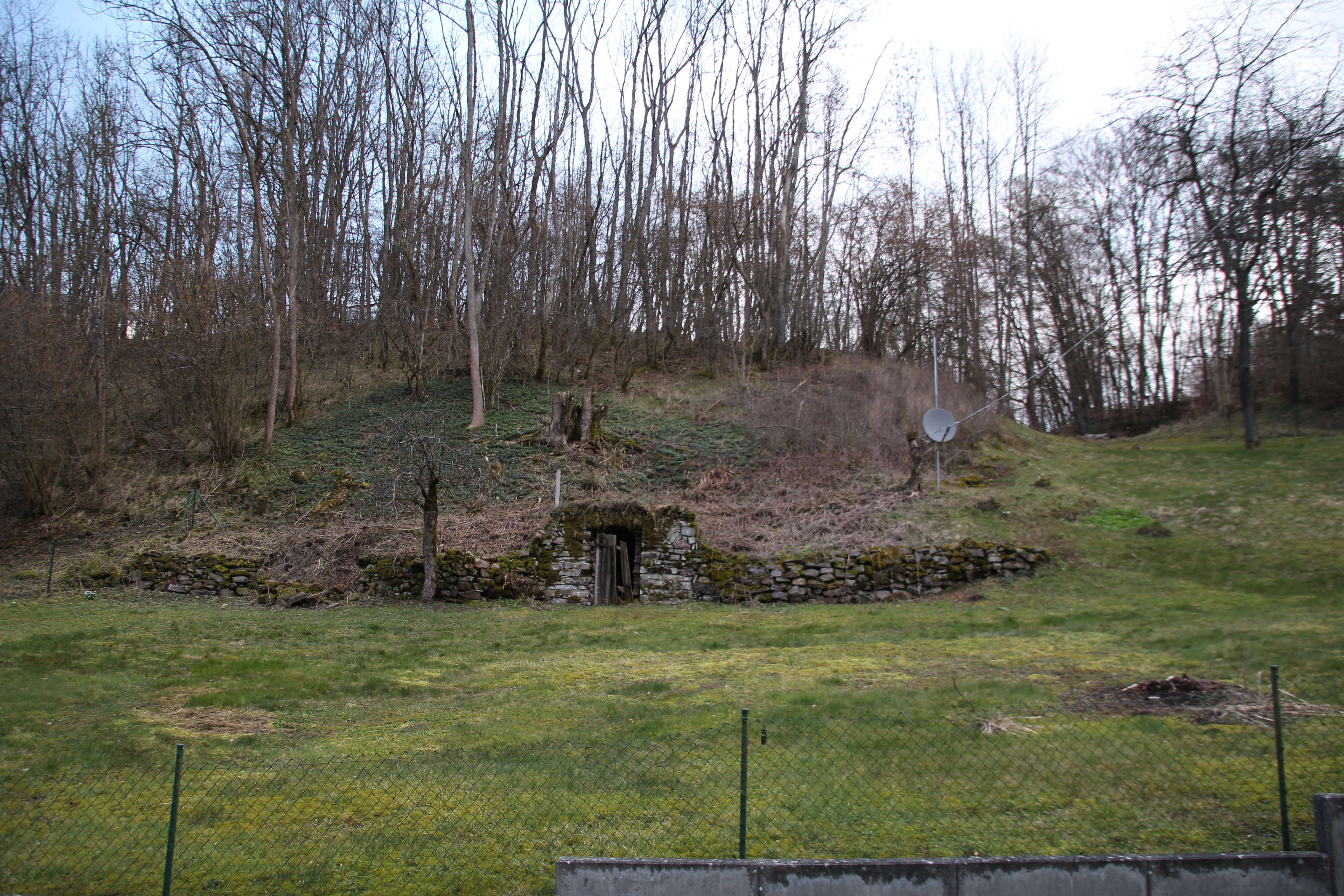
Felsenkeller an der Südseite des Burgberges

Die Burg sollte die Ritter von Dernbach in Burg Alt-Dernbach und von Bicken in Bicken im Kampf gegen die Grafen von Nassau unterstützen und den dortigen Besitz der Herren von Bicken zu Marburg-Wolkersdorf für Hessen sichern. Außerdem sollte sie die zu dieser Zeit durch den Schelder Wald verlaufenden wichtigen Handelswege und Fernstraßen (Brabanter Straße, Westfalenweg und Herborner Hohe Straße), die sich in der Nähe der Angelburg (Berg) kreuzten, in hessischem Auftrag schützen.
Die kleine hessische Burg scheint die 1327 und 1328 wieder heftig entflammenden Fehden (siehe Dernbacher Fehde) zwischen der Landgrafschaft Hessen, den Herren von Dernbach und von Bicken einerseits und den Grafen von Nassau mit Unterstützung des Erzbischofs von Mainz andererseits unversehrt überstanden zu haben.
Strategisch-militärische Bedeutung verloren
Nach Beendigung der Fehde war die Burg als Lehen der Landgrafschaft Hessen ab 1334 im Besitz der Grafen von Nassau. Ihre strategisch-militärische Bedeutung und Funktion hatte sie danach jedoch verloren. 1344 wurde die Burg von Nassau an die Herren von Bicken verpfändet. Danach hatten verschiedene Adelsfamilien dort ihren Sitz. Graf Johann IV. von Nassau–Dillenburg löste 1468 die Burg wieder ein. Die hessische Lehnshoheit endete aber erst 1557 mit dem Vergleich von Katzenelnbogen. Danach wurde Wallenfels endgültig nassauisch.
Burg verfallen und gezielt abgebaut
Bereits im 16. Jahrhundert galt die Burg Wallenfels als weitestgehend verfallen. Sie wurde im Laufe der Zeit, vermutlich gezielt, vollständig abgetragen (Baumaterial für Burg Tringenstein?). Außer dem breiten Halsgraben, kaum sichtbaren Fundamentresten und einem Schutthügel der ehemaligen inneren Burggebäude ist nichts übrig geblieben. Heute erinnern nur noch Flurnamen wie „Unter der Brücke“ und „Portwiese“ an die ehemalige Burg.

## Beschreibung
Aufgrund der Untersuchungen von 1986 bis 1988 kann die einfache Höhenburg wie folgt beschrieben werden:

Der östlich des Ortes befindliche Bergkegel war mit einer nahezu ovalen (größere Halbachse in Ost-West-Richtung) Ringmauer umgeben, die östlich durch einen Halsgraben vom benachbarten Berg abgetrennt wurde, durch den heute ein Waldweg verläuft, und über den durch eine Brücke der östliche, wohl einzige Zugang zur Burg hergestellt wurde. Im nördlichen Teil verlief die Ringmauer fast geradlinig. An der westlichen Seite wird der Bergfried vermutet an den sich mittig der Palas anschloss. Nordöstlich, neben dem Zugangsweg, lag ein Brunnen. Reste davon waren 1987 noch sichtbar. Südlich, an die Ringmauer angelehnt, wurden zwei Gebäude nachgewiesen.
Am nördlichen, zum Ort gerichteten Hang unter den Resten der Ringmauer befindet sich ein (vermutlich neuzeitlicher) in den Berg getriebener Felsenkeller.